# Copa Panamericana de Voleibol Masculino Sub-21 de 2011
La I Copa Panamericana de Voleibol Masculino Sub-21 se celebró del 22 al 27 de junio de 2011 en la ciudad de Panamá, Panamá. El torneo cuenta con la participación de 6 selecciones nacionales de la NORCECA y 2 de la Confederación Sudamericana de Voleibol.
El ganador fue Venezuela al ganarle en la final a Canadá 3-1

## Grupos
| Grupo A              | Grupo B     |
| -------------------- | ----------- |
| República Dominicana | Canadá      |
| Honduras             | Chile       |
| Panamá               | México      |
| Venezuela            | Puerto Rico |

## Primera fase
– Clasificados a las semifinales. 
     – Clasificados a los cuartos de final.
     – Pasan a disputar la clasificación del 5.º al 8.º lugar.

### Grupo A
| Pos | Equipo               | PJ | PG | PP | SF | SC | DS | PTS |
| --- | -------------------- | -- | -- | -- | -- | -- | -- | --- |
| 1   | Venezuela            | 3  | 3  | 0  | 9  | 0  | +9 | 9   |
| 2   | República Dominicana | 3  | 2  | 1  | 6  | 3  | 3  | 6   |
| 3   | Panamá               | 3  | 1  | 2  | 3  | 8  | -5 | 2   |
| 4   | Honduras             | 3  | 0  | 3  | 2  | 9  | -7 | 1   |

#### Resultados
| Fecha    | Encuentro                        | Resultado | Set   | Set   | Set   | Set   | Set   | Puntuación total | Tiempo |
| Fecha    | Encuentro                        | Resultado | 1     | 2     | 3     | 4     | 5     | Puntuación total | Tiempo |
| -------- | -------------------------------- | --------- | ----- | ----- | ----- | ----- | ----- | ---------------- | ------ |
| 22-06-11 | Venezuela - República Dominicana | 3 - 0     | 26:24 | 25:20 | 25:20 |       |       | 76 - 64          |        |
| 22-06-11 | Panamá - Honduras                | 3 - 2     | 20:25 | 25:19 | 19:25 | 25:17 | 15:04 | 89 - 86          |        |
| 23-06-11 | Venezuela - Honduras             | 3 - 0     | 25:03 | 25:07 | 25:09 |       |       | 75 - 19          |        |
| 23-06-11 | República Dominicana - Panamá    | 3 - 0     | 25:18 | 25:17 | 25:19 |       |       | 75 - 54          |        |
| 24-06-11 | República Dominicana - Honduras  | 3 - 0     | 25:12 | 25:13 | 25:15 |       |       | 75 - 40          |        |
| 24-06-11 | Panamá - Venezuela               | 0 - 3     | 10:25 | 16:25 | 10:25 |       |       | 36 - 75          |        |

### Grupo B
| Pos | Equipo      | PJ | PG | PP | SF | SC | DS | PTS |
| --- | ----------- | -- | -- | -- | -- | -- | -- | --- |
| 1   | Chile       | 3  | 3  | 0  | 9  | 3  | +6 | 8   |
| 2   | Puerto Rico | 3  | 2  | 1  | 6  | 4  | +2 | 6   |
| 3   | Canadá      | 3  | 1  | 2  | 6  | 7  | -1 | 4   |
| 4   | México      | 3  | 0  | 3  | 2  | 9  | -7 | 0   |

#### Resultados
| Fecha    | Encuentro            | Resultado | Set   | Set   | Set   | Set   | Set   | Puntuación total | Tiempo |
| Fecha    | Encuentro            | Resultado | 1     | 2     | 3     | 4     | 5     | Puntuación total | Tiempo |
| -------- | -------------------- | --------- | ----- | ----- | ----- | ----- | ----- | ---------------- | ------ |
| 22-06-11 | Canadá - Chile       | 2 - 3     | 25:15 | 19:25 | 26:28 | 25:17 | 11:15 | 106 - 100        |        |
| 22-06-11 | Puerto Rico - México | 3 - 0     | 25:18 | 25:21 | 25:22 |       |       | 75 - 61          |        |
| 23-06-11 | Puerto Rico - Chile  | 0 - 3     | 12:25 | 22:25 | 22:25 |       |       | 58 - 75          |        |
| 23-06-11 | Canadá - México      | 3 - 1     | 25:16 | 25:22 | 20:25 | 25:20 |       | 95 - 83          |        |
| 24-06-11 | México - Chile       | 1 - 3     | 24:26 | 23:25 | 25:18 | 21:25 |       | 93 - 94          |        |
| 24-06-11 | Canadá - Puerto Rico | 1 - 3     | 25:17 | 23:25 | 25:27 | 16:25 |       | 89 - 94          |        |

### Definición del 5.º y 8.º puesto
|  | Semifinales          | Semifinales |   |          | Final                | Final |  |
|  |                      |             |   |          |                      |       |  |
|  |                      |             |   |          |                      |       |  |
|  |                      |             |   |          |                      |       |  |
|  | Honduras             | 0           |   |          |                      |       |  |
|  | República Dominicana | 3           |   |          |                      |       |  |
|  |                      |             |   |          |                      |       |  |
|  |                      |             |   |          |                      |       |  |
|  |                      |             |   |          | República Dominicana | 2     |  |
|  |                      | México      | 3 |          |                      |       |  |
|  |                      |             |   |          |                      |       |  |
|  |                      |             |   |          |                      |       |  |
|  |                      |             |   |          | 3.º puesto           |       |  |
|  |                      |             |   |          |                      |       |  |
|  | México               | 3           |   | Honduras | 2                    |       |  |
|  | Panamá               | 0           |   |          | Panamá               | 3     |  |

### Resultados
| Fase           | Fecha    | Encuentro                      | Resultado | Set   | Set   | Set   | Set   | Set   | Puntuación total |
| Fase           | Fecha    | Encuentro                      | Resultado | 1     | 2     | 3     | 4     | 5     | Puntuación total |
| -------------- | -------- | ------------------------------ | --------- | ----- | ----- | ----- | ----- | ----- | ---------------- |
| 5° al 8° Lugar | 26-06-11 | Honduras- República Dominicana | 0 - 3     | 08:25 | 11:25 | 10:25 |       |       | 29 - 75          |
| 5° al 9° Lugar | 26-06-11 | México - Panamá                | 3 - 0     | 25:19 | 25:19 | 25:18 |       |       | 75 - 56          |
| 7° Lugar       | 27-06-11 | Honduras - Panamá              | 2 - 3     | 25:22 | 19:25 | 27:25 | 21:25 | 09:15 | 101 - 112        |
| 5° Lugar       | 27-06-11 | República Dominicana - México  | 2 - 3     | 25:23 | 25:20 | 21:25 | 22:25 | 08:15 | 101 - 108        |

## Fase final

### Final 1.º al 4.º puesto
|  | Cuartos de final      | Cuartos de final |                        |                        | Semifinales | Semifinales |  |  | Final       | Final |
|  |                       |                  |                        |                        |             |             |  |  |             |       |
|  |                       |                  |                        |                        |             |             |  |  |             |       |
|  |                       |                  |                        |                        |             |             |  |  |             |       |
|  | Chile                 |                  |                        |                        |             |             |  |  |             |       |
|  | 26 de junio           |                  |                        |                        |             |             |  |  |             |       |
|  | mexico                |                  |                        |                        |             |             |  |  |             |       |
|  | Chile                 | 0                |                        |                        |             |             |  |  |             |       |
|  | Chile                 | 0                | 25 de junio            |                        |             |             |  |  |             |       |
|  |                       | Canadá           | 3                      |                        |             |             |  |  |             |       |
|  | Canadá                | Canadá           | 3                      | 3                      |             |             |  |  |             |       |
|  | Canadá                |                  | 27 de junio            | 3                      |             |             |  |  |             |       |
|  | República Dominicana  | 0                |                        |                        |             |             |  |  |             |       |
|  | República Dominicana  | 0                | Canadá                 | 1                      |             |             |  |  |             |       |
|  |                       |                  | Canadá                 | 1                      |             |             |  |  |             |       |
|  |                       | Venezuela        | 3                      |                        |             |             |  |  |             |       |
|  | Venezuela             | Venezuela        | 3                      |                        |             |             |  |  |             |       |
|  | 26 de junio           |                  |                        |                        |             |             |  |  |             |       |
|  | Clasifica 1ro en el A |                  |                        |                        |             |             |  |  |             |       |
|  | Venezuela             | 3                | Tercer y cuarto puesto | Tercer y cuarto puesto |             |             |  |  |             |       |
|  | Venezuela             | 3                | Tercer y cuarto puesto | Tercer y cuarto puesto | 25 de junio |             |  |  |             |       |
|  |                       | Puerto Rico      | 1                      |                        |             |             |  |  |             |       |
|  | Puerto Rico           | Puerto Rico      | 1                      | 3                      | Chile       | 3           |  |  |             |       |
|  | Puerto Rico           |                  |                        | 3                      | Chile       | 3           |  |  |             |       |
|  | Panamá                | 0                |                        | Puerto Rico            | 1           |             |  |  |             |       |
|  | Panamá                | 0                |                        |                        | 1           |             |  |  |             |       |
|  |                       |                  |                        |                        |             |             |  |  | 27 de junio |       |
|  |                       |                  |                        |                        |             |             |  |  |             |       |

### Resultados
| Fase             | Fecha    | Encuentro                     | Resultado | Set   | Set   | Set   | Set   | Set | Puntuación total |
| Fase             | Fecha    | Encuentro                     | Resultado | 1     | 2     | 3     | 4     | 5   | Puntuación total |
| ---------------- | -------- | ----------------------------- | --------- | ----- | ----- | ----- | ----- | --- | ---------------- |
| Cuartos de Final | 25-06-11 | Puerto Rico- Panamá           | 3 - 0     | 25:14 | 25:14 | 25:17 |       |     | 75 - 45          |
| Cuartos de Final | 25-06-11 | Canadá - República Dominicana | 3 - 0     | 25:17 | 25:14 | 25:16 |       |     | 75 - 47          |
| Semifinal        | 26-06-11 | Chile - Canadá                | 0 - 3     | 17:25 | 18:25 | 23:25 |       |     | 58 - 75          |
| Semifinal        | 26-06-11 | Venezuela - Puerto Rico       | 3 - 1     | 25:21 | 21:25 | 25:21 | 25:20 |     | 96 - 87          |
| 3° Puesto        | 27-06-11 | Chile - Puerto Rico           | 3 - 1     | 26:24 | 19:25 | 25:22 | 25:19 |     | 95 - 90          |
| final            | 27-06-11 | Canadá - Venezuela            | 1 - 3     | 23:25 | 25:16 | 19:25 | 23:25 |     | 90 - 91          |

## Campeón
| Venezuela           |
| Campeón             |
| Venezuela 1° título |

## Clasificación general
| Pos | Equipo               |
| --- | -------------------- |
| 1   | Venezuela            |
| 2   | Canadá               |
| 3   | Chile                |
| 4   | Puerto Rico          |
| 5   | México               |
| 6   | República Dominicana |
| 7   | Panamá               |
| 8   | Honduras             |